# Tramea transmarina
Tramea transmarina  là loài chuồn chuồn trong họ Libellulidae. Loài này được Brauer mô tả khoa học đầu tiên năm 1867.

## Hình ảnh

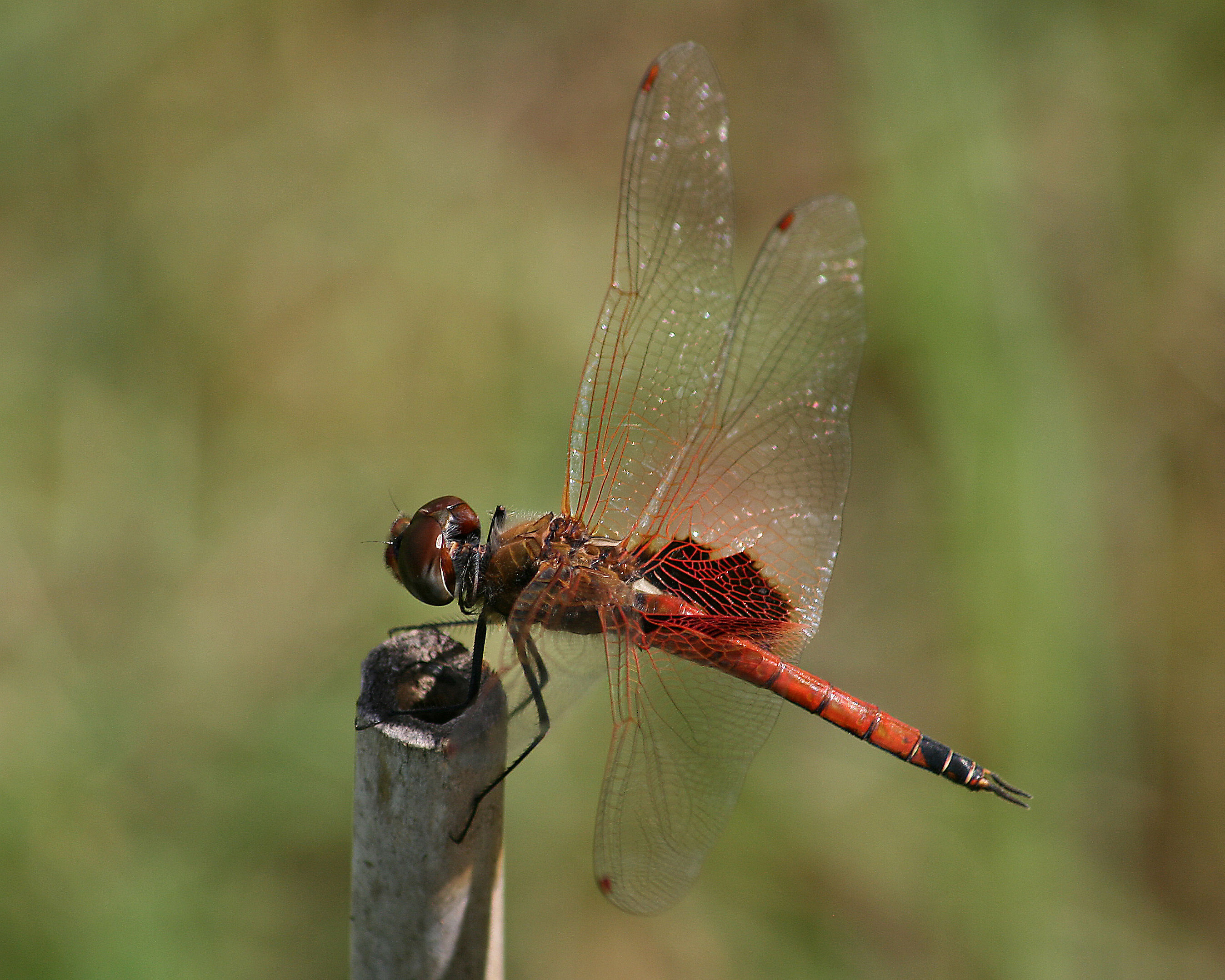